# Condado de Villaumbrosa
El Condado de Villaumbrosa es un título nobiliario español de carácter hereditario concedido por Felipe IV de España el 29 de julio de 1625 a Pedro Niño de Ribera y Guevara, caballero de la Orden de Alcántara y señor de Villaumbrosa, actualmente despoblado, localidad a la que hace referencia el título nobiliario.
Su actual propietaria es María Osorio y Bertrán de Lis, que ocupa el 14º lugar en la lista de sucesores en el título.

## Condes de Villaumbrosa
- Pedro Niño de Ribera Conchillos y Guevara (f. en 1639), I conde de Villaumbrosa.

Le sucedió su hijo:
- Garci Niño Conchillos y de Rivera (1617-1644), II conde de Villaumbrosa.

1. Casó con Francisca Enríquez de Porres, III condesa de Castronuevo, II marquesa de Quintana del Marco.

Le sucedió su hija:
- María Petronila Niño de Porres y Enríquez de Guzmán (1640-1700), III condesa de Villaumbrosa, III marquesa de Quintana del Marco, IV condesa de Castronuevo.

1. Casó el 30 de octubre de 1652 en Madrid (San Sebastián) con su primo segundo Pedro Núñez de Guzmán, III marqués de Montealegre.[1]

Le sucedió su hijo:
- García de Guzmán (n, en 1660), IV conde de Villaumbrosa.

Le sucedió su hermano:
- Martín Domingo de Guzmán y Niño (f. en 1722), V conde de Villaumbrosa, IV marqués de Montealegre, IV marqués de Quintana del Marco, V conde de Castronuevo,.

1. Casó con Teresa Spínola y Colonna, hija de Paolo Vicenzo Spínola y Doria, III marqués de los Balbases, duca di Sesto, duca di San Severino y de Anna Colonna, hija del príncipe di Paliano.

Le sucedió su hija:
- Josefa Antonia Osorio de Guzmán y Spínola, VI condesa de Villaumbrosa.

Le sucedió su hijo:
- Francisco Javier Osorio y Guzmán (1709-1747), VII conde de Villaumbrosa, XIII marqués de Alcañices.

Le sucedió su hijo:
- Manuel Juan Pérez de Osorio y Velasco (1734-1793), VIII conde de Villaumbrosa, XIV marqués de Alcañices

Le sucedió su hijo:
- Manuel Miguel Enríquez de Almansa, Pérez de Osorio, Fernández de Velasco, Spínola y de la Cueva (1757-1813), IX conde de Villaumbrosa, VII duque de Sesto

Le sucedió su hijo:
- Nicolás Osorio y Zayas (1793-1866), X conde de Villaumbrosa, XV duque de Alburquerque, VIII duque de Sesto, VIII marqués de los Balbases.

1. Casó con Inés Francisca de Silva Bazán.

Le sucedió su hijo:
- José Osorio y Silva (1825-1909), XI conde de Villaumbrosa, XVI duque de Alburquerque, IX duque de Sesto, XVII marqués de Alcañices, IX marqués de los Balbases.

1. Casó con la princesa rusa Sofía Troubetzkoy. Sin descendientes.

Le sucedió su sobrino nieto:
- Miguel Osorio y Martos (1886-1942), XII conde de Villaumbrosa, XVII duque de Alburquerque, XVIII marqués de Alcañices, X marqués de los Balbases.

1. Casó con Inés Diez de Rivera y Figueroa.

Le sucedió, en 1952, su hijo:
1. Beltrán Alfonso Osorio y Díez de Rivera (1918-1994), XIII conde de Villaumbrosa, XVIII duque de Alburquerque, XIX marqués de Alcañices, XI marqués de los Balbases.

Le sucedió, en 1989, su hija:
- María de Osorio y Beltrán de Lis (n. en 1966), XIV condesa de Villaumbrosa.